# Egerteich

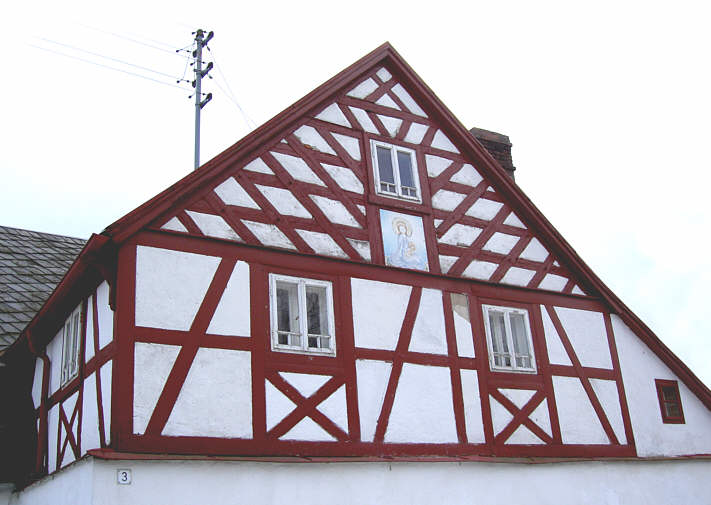
Kleines Fachwerkhaus in Egerteich

Egerteich ist ein Gemeindeteil der Stadt Waldsassen im oberpfälzischen Landkreis Tirschenreuth. Der Weiler liegt unmittelbar an der Landesgrenze zu Tschechien nahe der tschechischen Stadt Cheb (deutsch: Eger). Sehenswert im Ort ist ein kleines, malerisches Egerländer Fachwerkhaus. 
Im Waldsassener Salbuch aus dem 14. Jahrhundert wurden erstmals neun Einwohner aus Egerteich urkundlich erwähnt. Im Jahr 1970 lebten 30 Einwohner in Egerteich, 1987 waren es 21.

## Baudenkmäler
- Liste der Baudenkmäler in Egerteich